# Henri-Franck Beaupérin
 (janvier 2011).
Si vous disposez d'ouvrages ou d'articles de référence ou si vous connaissez des sites web de qualité traitant du thème abordé ici, merci de compléter l'article en donnant les références utiles à sa vérifiabilité et en les liant à la section « Notes et références ».
Henri-Franck Beaupérin est un organiste et improvisateur français né à Nantes en 1968.

## Biographie
Après avoir été l’un des derniers disciples de Gaston Litaize, Henri-Franck Beaupérin a étudié auprès de Michel Chapuis, Olivier Latry, Michel Bouvard, Loïc Mallié et Jean-Claude Raynaud au Conservatoire de Paris, et complété sa formation auprès de Jean Boyer, Louis Robilliard, Thierry Escaich, Ton Koopman, Jean Guillou.
Lauréat des concours internationaux de Tokyo et Lahti, Prix d’Improvisation au concours Franz Liszt de Budapest, il reçoit en 1995, à l’unanimité du jury, le Grand Prix d’interprétation du premier Concours International de la Ville de Paris. En 2001, il est lauréat de la Fondation de France.
Nommé en 1998, sur concours, titulaire des grandes orgues de la cathédrale d'Angers, puis nommé organiste émérite par le diocèse en 2017, il mène une importante activité de développement musical dans cette région : création de l’Académie d’Improvisation à l’Orgue des Pays de la Loire, de l’association Orgue en Pays de la Loire, du Concours International de Musique Ancienne en Val de Loire.
Organiste titulaire de l’Abbaye de Sylvanès depuis 2018, il y est investi dans la programmation artistique du Festival et du Centre Culturel de Rencontre : concerts, créations, classes de maître, Rencontres de l’Orgue Aujourd’hui...
Son activité de concertiste l’amène à participer à la création de spectacles unissant l’orgue à des formations artistiques variées : création du Premier Concerto pour orgue de Thierry Escaich sous la direction de Jean-Jacques Kantorow, oratorio chorégraphique « La Passion de Becket » avec Régis Obadia, ciné-concerts,… Sa chaîne YouTube présente de nombreuses captations réalisées à Angers, à Sylvanès ou lors de concerts.
Il a publié la première édition de l’œuvre pour orgue de Raphaël Fumet (éditions Delatour) et réalisé de nombreuses transcriptions pour orgue, dont Prélude, Choral et Fugue de César Franck ou L’Anneau de Salomon de Jean-Louis Florentz.
Vivement intéressé par la facture d’orgues et son devenir, il est le concepteur de “Gulliver”, orgue modulaire assisté par ordinateur. Cet instrument, véritable orgue à tuyaux transportable en tous lieux et accessible au plus proche du public, préfigure de nouvelles formes de concerts et une approche musicale novatrice.